# 2017 BM3
2017 BM3 es un asteroide Atón descubierto por el equipo del Observatorio de la Montaña Púrpura el 26 de enero de 2017 desde el mismo observatorio.

## Designación y nombre
Designado provisionalmente como 2017 BM3.

## Características orbitales
2017 BM3 está situado a una distancia media de 0,979 ua, pudiendo alejarse un máximo de 1,154 ua y acercarse un máximo de 0,805 ua. Tiene una excentricidad de 0,177.

## Características físicas
La magnitud absoluta de 2017 BM3 es de 22,9.